# 大牟田市立上内小学校
大牟田市立上内小学校（おおむたしりつかみうちしょうがっこう）は、福岡県大牟田市に所在する公立小学校。

## 態様
校区は大牟田市内で最大の広さを有し、一部の地域に住む児童はバスで通学をしている。周りには林が広がっていて、民家は少なくバスの本数も少ないが、九州自動車道南関ICと近く、自動車交通の便では優れている。
最盛期には分校もあり、615名の児童がいたと記録されているが、現在では児童数の減少に伴い少人数となっている。近頃は大牟田市はこの「少人数」を活かして「小規模特認校」を実施している。

## 所在地
- 大牟田市上内1575番地1

## 沿革
- 1875年（明治8年） 上兎道小学校として開校

## 通学区域
- 大字上内（かみうち）の一部
- 大字四ケ（しか）
- 四箇新（しかしん）町1～3丁目
- 大字岩本（いわもと）の一部
- 岩本新（いわもとしん）町1丁目の一部
- 岩本新町2丁目の一部[3]

## 周辺
- 九州新幹線 - 新大牟田駅
- 熊本県道・福岡県道10号南関大牟田北線 - 道の駅おおむた
- 上内八幡宮
- 白銀川